# ديان كروغر
ديان كروغر (تُلفظ بالألمانية: [diˈa:nə ˈkru:ɡɐ] (بالألمانية: Diane Heidkrüger) مواليد 15 يوليو، 1976) هي ممثلة ألمانية وعارضة أزياء سابقة. عُرفت من خلال أدوارها في أفلام مثل طروادة والكنز الوطني في 2004، وأوغاد مجهولون في 2009، وغير معروف في 2011.
ظهرت في 2017 للمرة الأولى في مسيرتها في فيلم ألماني من إخراج فاتح اكين، وفازت عن دورها في الفيلم بجائزة مهرجان كان السينمائي لأفضل ممثلة.

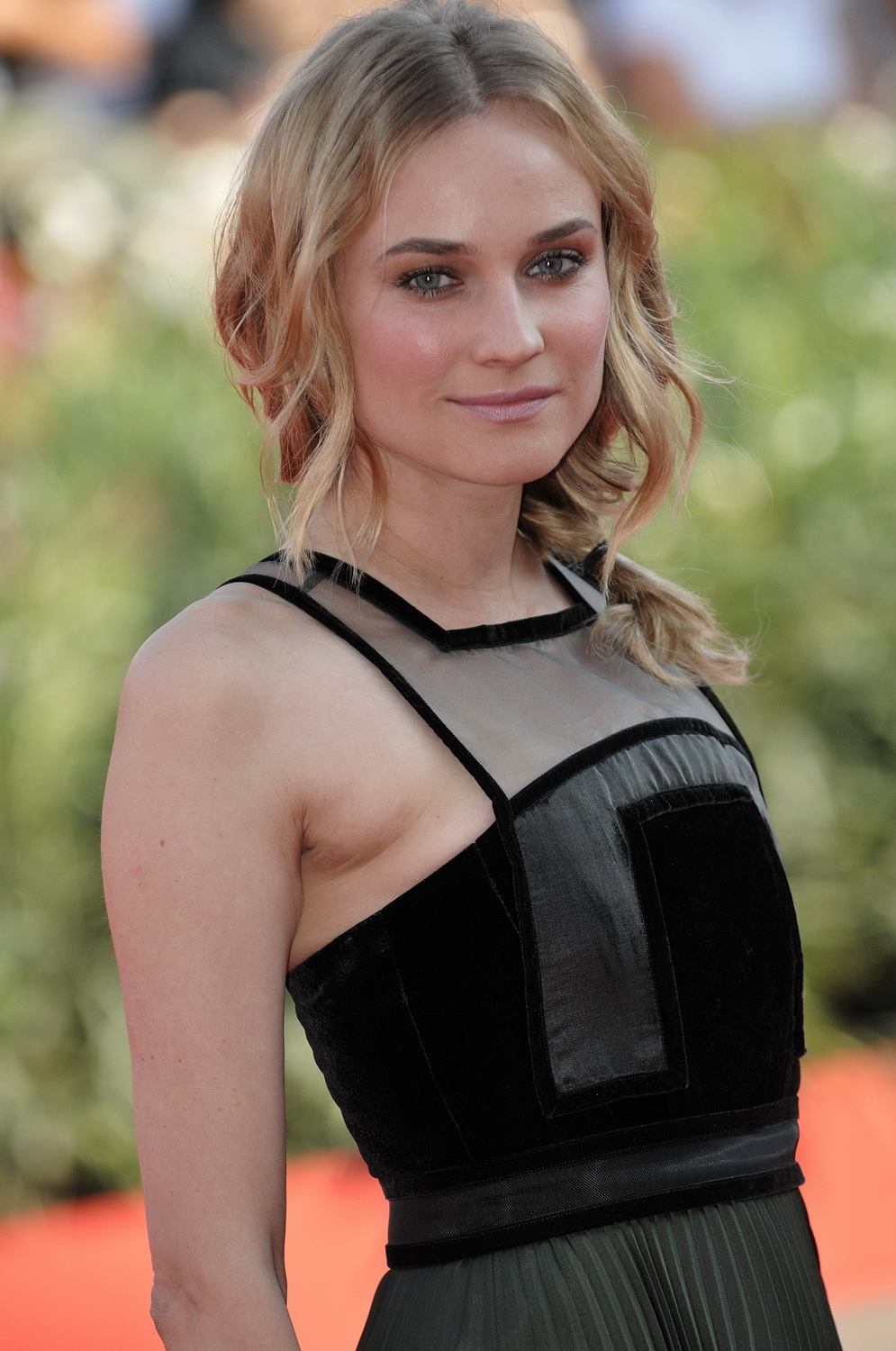
كروجر في مهرجان البندقية السينمائي 2009

## سيرتها الشخصية

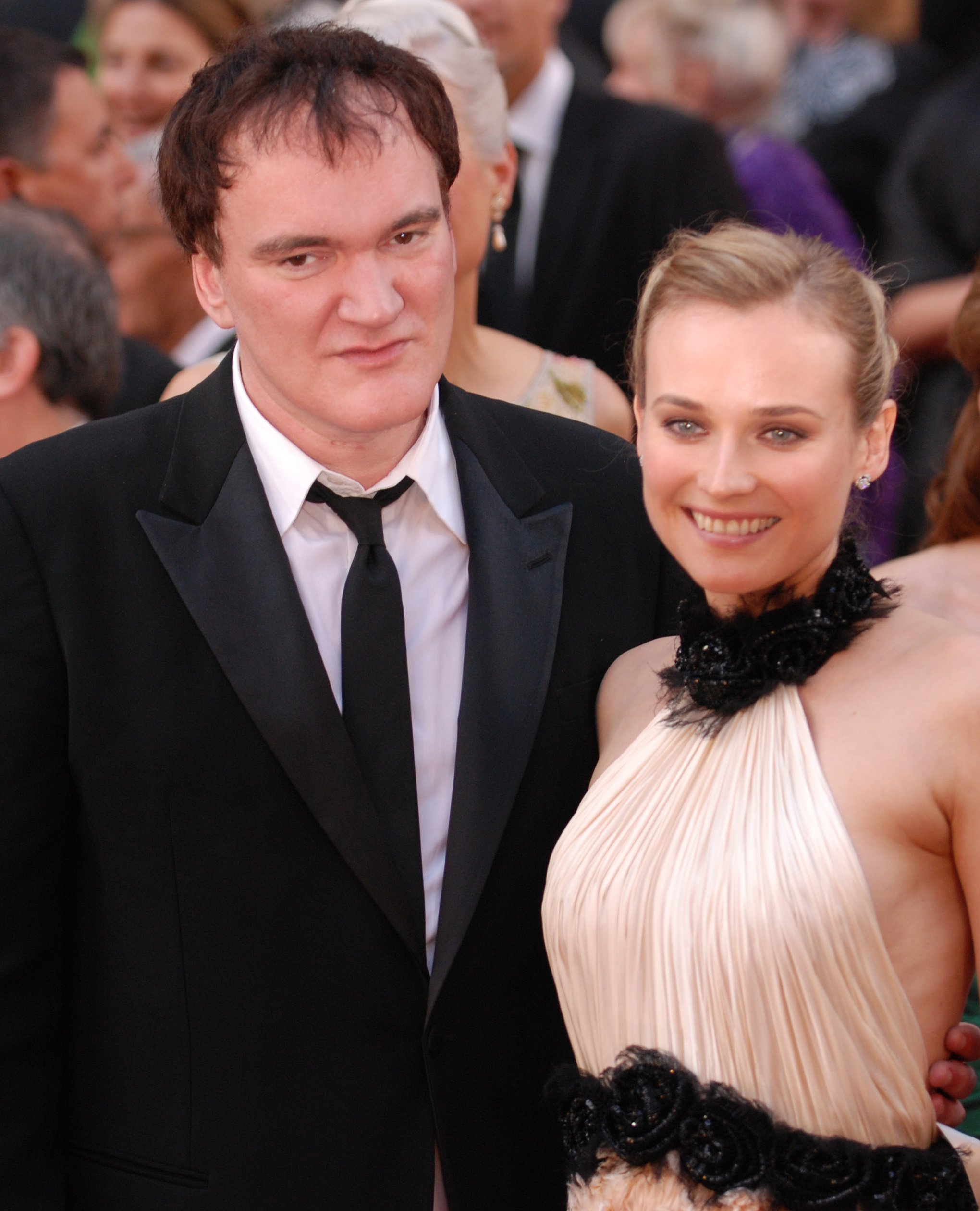
ديان كروجر

### بدايتها
ولدت ديان في قرية ألجيرميسين، بالقرب من هيلدسهايم في ولاية سكسونيا السفلى، حيث تربت في ألمانيا هي وأخوها الأصغر ستيفان. كانت والدتها ماريا تيريزا تعمل موظفة في البنك، وكان والدها هانز هاينر يعمل أخصائي حاسوب. أثناء طفولتها أرادت كروغر أن تصبح راقصة باليه ونجحت في تجربة الأداء من أجل دخول مدرسة البالية الملكية في لندن. لكن بعد اصابة أنهت مستقبلها في الباليه انتقلت ديان إلى باريس وتحول اهتمامها نحو عرض الأزياء وتعلم الفرنسية.

### كعارضة ازياء
في عام 1992 مثلت كروغر ألمانيا في مسابقة Elite Model Look. وبدأت بعدها كعارضة ازياء. تمكنت من الظهور في العديد من الإعلانات التجارية لأشهر الشركات العالمية مثل شانيل، أرماني، ديور، بوربيري، ولويس فويتون. كما شاركت في عروض ازياء لشركات مثل D&G، كما ظهرت على اغلفة المجلات مثل مجلة فوغ ومجلة كوزمابولتين. لاحقاً توقفت عن عرض الازياء عندما قررت دخول مجال التمثيل.

### مهنة التمثيل
سرعان ما أصبحت كروغر مهتمة بالتمثيل وقامت بأخذ دروس في التمثيل في Cours Florent. حصلت على بعض الأدوار الصغيرة في بعض الأفلام الفرنسية. كما قامت بتغيير اسمها إلى كروغر ليناسب مهنتها في التمثيل.
قامت بأداء أول سينيمائي لها عام 2002 أمام دنيس هوبر وكرستوفر لامبيرت في عازف البيانو وهو فيلم تليفزيوني من إخراج جان بيار رو. وكان دورها الرئيسى الأول في نفس العام في Mon Idole من إخراج زوجها آنذاك غيولم كانيت. قامت ديان بأداء دور جوليا وود في Michel Vaillant عام 2003 ودور ليزا في Wicker Park عام 2004 أمام جوش هارتنت وروز بيرن. كما ظهرت في الدور الذي سبب لها شهرة عالمية بدور هيلين في فيلم Troy عام 2004.
في عام 2004 شاركت نيكولاس كيج وشون بين في الفيلم National Treasure، كما ظهرت في أفلام مثل Joyeux Noël عام 2005 وCopying Beethoven عام 2006. كما عادت لتمثيل دور د.أبيجال في National Treasure: Book of Secrets الذي صدر في ديسمبر 2007.
كانت كروغر مضيفة مهرجان كان السينمائي في نسخته الستين عام 2007, كما كانت عضو لجنة تحكيم في مهرجان برلين السينمائي في نسخته التاسعة والخمسون عام 2008.

### حياتها الشخصية
كروغر تزوجت الممثل والمخرج الفرنسي غيولم كانيت في 1 سبتمبر 2001. وشاركا معاً في فيلم Joyeux Noël في 2005 ولكنهما أتفقا على الطلاق في 2006. حيث قالت بأن زواجهما لم يكن ناجحاً لأن عملهما ابقاهما منشغلان عن بعضهم.
وهي الآن في علاقة مع جوشوا جاكسون منذ عام 2006. انتقلت كروغر للسكن في لوس انجلوس منذ مايو 2013 من اجل دورها في مسلسل The Bridge.

## أفلامها
| عام  | عنوان                                       | دور                     | ملاحظة |
| ---- | ------------------------------------------- | ----------------------- | --- |
| 2001 | Point de lendemain                          |                         | Short subject |
| 2002 | Duelles                                     | Sabine                  | TV episode, Mauvaise conduite |
| 2002 | The Piano Player                            | Erika                   | |
| 2002 | Ni pour ni contre (bien au contraire)       | The call-girl           | |
| 2002 | Mon Idole                                   | Clara Broustal          | |
| 2003 | Michel Vaillant ‏                            | Julie Wood              | |
| 2004 | Troy                                        | Helen                   | |
| 2004 | Wicker Park                                 | Lisa                    | |
| 2004 | Narco                                       |                         | |
| 2004 | الكنز الوطني                                | Abigail Chase           | Nominated—جائزة زحل لأفضل ممثلة مساعدة ‏ |
| 2005 | ميلاد مجيد                                  | Anna Sorensen           | |
| 2005 | Frankie                                     | Frankie                 | |
| 2006 | The Tiger Brigades (Les Brigades du Tigre) ‏ | Constance Radetsky      | |
| 2006 | Copying Beethoven ‏                          | Anna Holtz              | |
| 2007 | Goodbye Bafana                              | Gloria Gregory          | |
| 2007 | أيام الظلام                                 | Véronica Star           | |
| 2007 | The Hunting Party                           | Mirjana                 | |
| 2007 | الكنز الوطني: كتاب الأسرار                  | Abigail Chase           | Nominated—Teen Choice Award for Choice Movie Actress – Action, Adventure |
| 2008 | Anything for Her                            | Lisa                    | |
| 2009 | أوغاد مجهولون                               | Bridget von Hammersmark | جائزة اختيار النقاد للأفلام عن فئة أفضل طاقم تمثيلي ‏ Golden Camera for Best International Actress ‏ Phoenix Film Critics Society Award for Best Cast San Diego Film Critics Society Award for Best Cast جائزة نقابة ممثلي الشاشة عن الأداء المتميز من قبل الممثلين في السينما ‏ Nominated—Italian Online Movie Award for Best Supporting Actress Nominated—جائزة زحل لأفضل ممثلة مساعدة ‏ Nominated—جائزة نقابة ممثلي الشاشة للأداء المتميز لممثلة في دور مساند ‏ Nominated—Online Film Critics Society Award for Best Supporting Actress |
| 2010 | Mr. Nobody                                  | Anna                    | Nominated—Stockholm Film Festival Award for Best Actress Nominated—مهرجان البندقية السينمائي |
| 2010 | إستنشق                                      |                         | post-production |
| 2010 | فرينج                                       | Miranda Green           | TV episode |
| 2010 | Somebody to Love Me ‏                        | بوي جورج                | Music video by Mark Ronson & The Business Intl. featuring بوي جورج and Andrew Wyatt |
| 2010 | Pieds nus sur les limaces                   | Clara                   | |
| 2011 | Unknown                                     | Gina                    | |
| 2011 | القوات الخاصة (فيلم)                        | إلسا                    | |
| 2012 | وداعا ملكتي                                 | ماري أنطوانيت           | |
| 2013 | The Host                                    | The Seeker              | |
| 2015 | الآباء والبنات                              | إليزابيث                | |

## وصلات خارجية
- ديان كروغر على موقع IMDb (الإنجليزية)
- ديان كروغر على موقع روتن توميتوز (الإنجليزية)
- ديان كروغر على موقع مونزينجر (الألمانية)
- ديان كروغر على موقع قاعدة بيانات الأفلام العربية
- ديان كروغر على موقع ألو سيني (الفرنسية)
- ديان كروغر على موقع ميوزك برينز (الإنجليزية)
- ديان كروغر على موقع تيرنر كلاسيك موفيز (الإنجليزية)
- ديان كروغر على موقع أول موفي (الإنجليزية)
- ديان كروغر على موقع قاعدة بيانات الأفلام السويدية (السويدية)
- ديان كروغر على موقع إن إن دي بي (الإنجليزية)